# Autobusna linija br. 126 u Zagrebu
Linija 126 (Črnomerec – Krvarić) dnevna je autobusna linija u Zagrebu.
Prometuje na trasi: Črnomerec – Ilica – Kustošijanska ulica – Krvarić – Krvarić - okretište
Povezuje Krvarić i Kustošiju s Črnomercem gdje se ostvaruje presjedanje na tramvaj.

## Vanjske poveznice
- Vozni red linije 126

1. ↑  Datoteke u GTFS formatu. zet.hr. Pristupljeno 5. lipnja 2025. - Sadrži informacije tijela javne vlasti u skladu s Otvorenom dozvolom